# Seleção estabilizadora
Seleção estabilizadora (AO 1945: Selecção estabilizadora), ou selecção purificante, é um tipo de selecção natural em que a diversidade genética diminui quando a população estabiliza num valor de determinada característica em particular. Dito de outra maneira, valores extremos da característica são seleccionadas contra. Um exemplo de selecção estabilizadora é a selecção contra mudanças no tamanho dos bebés humanos. Antigamente, a taxa de mortalidade infantil no parto era grande. Agora, além dos avanços médicos e tecnológicos de nossa sociedade podemos observar uma estabilidade no tamanho dos bebés recém-nascidos.

Este gráfico mostra os diferentes tipos de seleção genética. Em cada gráfico, a variável do eixo X é o tipo de traço fenotípico e a variável do eixo Y é a quantidade de organismos. O grupo A é a população original e o grupo B é a população após a seleção. O gráfico 1 mostra uma seleção direcional, na qual é favorecido apenas um dos fenótipos extremos. O gráfico 2 mostra uma seleção estabilizante, em que se favorece o fenótipo intermediário em relação aos traços extremas. O gráfico 3 mostra uma seleção disruptiva, na qual se favorece os fenótipos extremos em detrimento dos intermediários.

Este tipo de seleção tende a manter a população constante ao longo do tempo. Ou seja, os membros com características médias - mais encontradas - dentro da população tem maior aptidão do que aqueles com características extremas. Por exemplo, humanos com tamanhos corporais intermediários tem maior aptidão do que aquele muito alto ou muito baixo, portanto, a seleção estabilizadora agirá para aumentar ainda mais a aptidão desses indivíduos, atuando contra mudanças no tamanho corporal. Assim, sob condições estáveis (ambientes menos dinâmicos) indivíduos intermediários (genótipo de maior frequência) tipicamente deixam mais descendentes do que os extremos (genótipo menos frequente). A adaptabilidade de um indivíduo é medida pela proporção de seu genótipo no conjunto de genótipos da população. Portanto, o fenótipo médio prevalece.
Em um ambiente constante, a troca de genes entre os indivíduos irá aumentar a variância da população a cada geração, e a seleção estabilizadora a reduz para um valor próximo da geração anterior, assim, os valores médios da população não se modificam.
As ações humanas podem interferir no processo natural da seleção estabilizadora, fazendo com que esta se torne mais "relaxada" e não segure a aptidão dos intermediários. Um exemplo seria o peso no nascimento de bebês em populações humanas. Desde a época da expansão evolutiva do cérebro humano, há aproximadamente 1 a 2 milhões de anos, até ao século XX, a seleção estabilizadora agia sobre o peso de bebês, então aqueles que apresentavam aproximadamente 3,6 kg ao nascer teriam uma taxa de sobrevivência maior do que crianças mais pesadas ou mais leves. Porém, nos países ricos, aonde houve melhora no cuidado de partos prematuros e aumento da frequência de partos por cesariana para bebês grandes em relação ao tamanho de sua mãe, a seleção estabilizadora foi relaxada e crianças mais leves ou mais pesadas tiveram sua frequência aumentada.

Gráfico de determinada característica depois da Seleção Estabilizadora

Na natureza, grande parte das características estão sujeitas à seleção estabilizadora e esta tende a diminuir a variação herdável. Por exemplo, uma característica pleiotrópica que seja influenciada por quatro locus e que, em cada loco, estejam presentes dois alelos. Um dos dois alelos aumenta (+) o valor da característica, e o outro diminui (-). Sendo assim, cada haplótipo individual será composto de uma série de alelos.
INDIVÍDUO 1: ++++/---- heterozigoto
INDIVÍDUO 2: ++--/--++  heterozigoto
INDIVÍDUO 3: ++--/++-- homozigoto
A seleção natural irá favorecer indivíduos com um fenótipo intermediário, produzido por genótipos com metade de genes (+) e metade (-).
O esperado seria que fosse mantida a variabilidade genética, pois os genótipos cruzam e produzem descendentes variáveis. Porém, se for assim, os indivíduos homozigotos (3) terão uma pequena vantagem, pois todos os descendentes serão iguais aos parentais, então estes possuirão o fenótipo ótimo, enquanto os descendentes dos heterozigotos (1) e (2) não, pois a prole não terá fenótipo ótimo como o da geração parental.
Portanto, numa população composta por esses três genótipos, a seleção favorecerá levemente o genótipo (3), e se o ambiente não mudar durante um longo período o fenótipo (3) continuará sendo favorecido e a seleção irá produzir uma população uniforme.Todavia, existem outros genótipos que também podem ser homozigotos:
INDIVÍDUO 4: +-+-/+-+- homozigoto
INDIVÍDUO 5: +--+/+--+ homozigoto
INDIVÍDUO 6: -++-/-++- homozigoto
Suponha que exista uma população com os genótipos do (3) ao (6) e que a seleção ainda favoreça o fenótipo intermediário, portanto, novamente a evolução tenderá para a direção de apenas um genótipo, que deve ser homozigoto para todos os locos.
Então, qualquer homozigoto que possui uma frequência um pouco maior do que os outros terá vantagem. Por exemplo, se o genótipo (6) possui frequência maior que os genótipos (3), (4) e (5), todos os genótipos terão maior probabilidade de cruzar com o genótipo (6) do que com qualquer outro.
Quando o genótipo (6) se cruza com o genótipo (6), todos seus descendentes serão favorecidos, pelo mesmo motivo citado anteriormente. Mas, se os genótipos (3), (4) ou (5) cruzam com o genótipo (6), seus descendentes possuirão alguns genótipos desvantajosos (heterozigotos). Mesmo se seus descendentes tiverem o genótipo homozigoto sendo, portanto, vantajoso, estes terão uma prole com recombinantes desvantajosos.
A conclusão, portanto, é que a seleção reduz a variabilidade genética para zero, mesmo com a seleção estabilizadora atuando.
Se um caráter está sofrendo pressão seletiva estabilizadora, o efeito da seleção será de reduzir a variação e a herdabilidade.
Apesar de uma herança poligênica tender a se tornar uniforme, há características reais com muita variabilidade genética. Porém, sabe-se de forma imperfeita qual(is) processos que mantém a variabilidade genética.

## Seleção estabilizadora versus seleção direcional

Gráfico de determinada característica antes da Seleção Direcional

Em um ambiente dinâmico os indivíduos com fenótipo intermediário podem não ser os mais adaptados. A seleção direcional age favorecendo um dos extremos da população, ou seja, o indivíduo que possui o fenótipo de maior aptidão será beneficiado.  Por exemplo, suponha que tamanho corporal seja uma característica herdável e os indivíduos que são menores possuem uma prole maior, sendo assim, a seleção direcional irá produzir um decréscimo no tamanho corporal médio, favorecendo os indivíduos menores. Assim, a média populacional tende a um novo fenótipo, que é mais adaptado ao ambiente. No final, a menos que o ambiente continue dinâmico, ou seja, permaneça mudando, a média da população será reajustada ao ambiente, e quando este novo equilíbrio for alcançado a seleção estabilizadora entrará em ação.

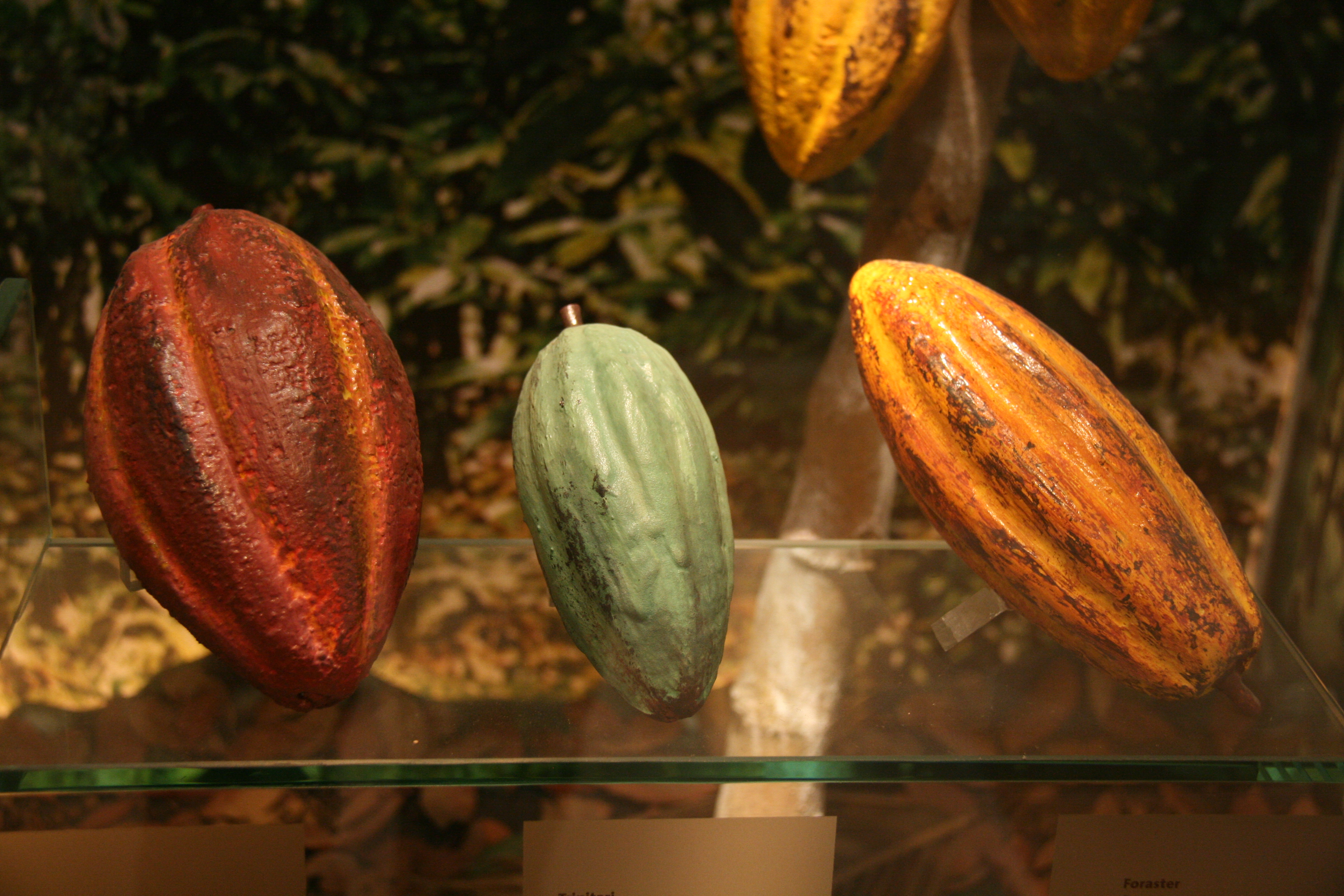
Exemplo de Seleção Artificial - três variedades de cacau

Assim como na seleção estabilizadora, a ação humana também pode interferir na ação da seleção direcional, a qual tem sido estudada por meio de experimentos de seleção artificial. Para aumentar o valor de uma característica por seleção artificial pode ser usado o método de seleção truncada . Desta forma, os indivíduos que possuem as características sob seleção com maior valor serão separados daqueles com valores mais basais, e serão cruzados na próxima geração.
Para saber qual o valor da característica nas gerações descendentes deve-se, primeiramente, definir o desvio médio (S) dos progenitores selecionados a partir da média da população parental - diferencial de seleção - e a diferença entre a média da população descendente e a média da população parental (R). Assim, o cálculo para a resposta à seleção é realizado por meio da regressão do valor da característica na descendência sobre esse valor nos progenitores, em que os progenitores serão os indivíduos que foram selecionados para os cruzamento. O desvio da descendência contra o desvio dos progenitores em relação à média da população produz um gráfico em forma de sino. O grau de inclinação do gráfico para progenitores e descendentes é sinalizado por bOP, e bOP=h². O grau de inclinação da regressão progenitor-descendente é igual à herdabilidade. Sendo assim, R=bOPS ou R=h²S.
A resposta à seleção se iguala a quantidade de desvio da média da população dos progenitores, multiplicada pela herdabilidade da característica. Para uma população selecionada existem duas maneiras de analisar a herdabilidade, através da resposta à seleção ou a regressão progenitor-descendente.
Na seleção truncada, todos os indivíduos acima de um determinado valor para uma característica se cruzam e todos abaixo não se cruzam. Assim, todos os indivíduos selecionados contribuem de maneira igual para a próxima geração.
Entretanto, um exemplo real de seleção direcional não tem a forma de uma seleção truncada. Suponha que não exista um ponto de corte restrito, mas que indivíduos com valores maiores para determinadas características selecionadas contribuíssem com uma prole crescente. A diferença entre o valor médio da característica na população inteira e naqueles indivíduos que contribuem para próxima geração é o diferencial de seleção, assim como na seleção truncada. Uma população pode responder a seleção artificial apenas enquanto durar a sua variabilidade genética, assim, a manutenção da seleção direcional diminui a herdabilidade. A medida que a herdabilidade diminui, a taxa de troca é reduzida a zero nas gerações. Enquanto a herdabilidade estiver acima de zero à população continuará a responder a seleção.
A relação entre à seleção (R), herdabilidade e diferencial de seleção (S) permite calcular qualquer uma destas três variáveis, caso as outras duas já tenham sido medidas. Um exemplo seria do peso do salmão rosado do noroeste do Pacífico. Quando os pescadores começaram a ser pagos pelo peso, ao invés de ser pago por unidade de salmão vendido, então, os peixes maiores começaram a ser mais capturados do que os menores. Assim, os peixes menores passaram a ter maior chance de sobrevivência, sendo favorecidos pela seleção direcional. Devido a esta “pesca seletiva”, o tamanho dos peixes diminuiu em torno de um terço nos vinte e cinco anos seguintes.  Então, o diferencial de seleção pode ser medido a partir do tamanho médio dos salmões que eram capturados pelos pescadores, o tamanho médio dos salmões na foz do rio, ou seja, antes dele serem capturados e a proporção da população que é capturada pela pesca. A partir dos cálculos pode ser verificado que os salmões que sobreviveram para a desova são menores do que a média da população.
Para saber qual a resposta à seleção (R) de determinada característica basta medir o tamanho médio desta durante um determinado período de tempo. Com técnicas de genética quantitativa estima-se a herdabilidade, e a partir destes dois cálculos dá para obter o diferencial de seleção (S). O valor do diferencial de seleção irá mostrar o quão forte a seleção direcional está atuando. Um S grande, ou seja, de valor alto, mostra que os indivíduos bem-sucedidos são bastante diferentes dos indivíduos intermediários, sendo assim, a seleção será forte. Porém, se o S for pequeno, significa que a seleção direcional não é forte o bastante para guiar um dos extremos da população para uma nova média, e os indivíduos, apesar de serem mais bem-sucedidos naquele determinado ambiente, serão apenas uma amostra aleatória da população.

## Seleção Estabilizadora versus Seleção Disruptiva

Gráfico de determinada característica depois da ação da Seleção Disruptiva

A seleção disruptiva ocorre quando um ou mais fenótipos com grande adaptabilidade estão separados por um fenótipo intermediário de menor adaptabilidade. Ou seja, ambos os extremos são favorecidos em relação aos tipos intermediários.
Por exemplo, os tentilhões africanos Pyrenestes ostrymus – quebrador de sementes de barriga preta – encontrados na África Central e se especializaram em comer sementes de ciperáceas.
Existem muitas espécies de ciperáceas ocupando o mesmo ambiente que os tentilhões e suas sementes variam em dureza. Dependendo do tamanho do bico do tentilhão, o pássaro conseguirá abrir a semente com maior ou menor facilidade. Foram medidos quanto tempo um tentilhão demora em abrir a semente e sua aptidão de acordo com o tamanho do bico durante um período de sete anos.

Existem duas espécies principais de ciperáceas, uma produz sementes duras, nos quais os tentilhões maiores são especializados e outra produz sementes macias, nas quais os tentilhões menores são especializados (Smith & Girman, 2000). Portanto, em um ambiente com uma distribuição bimodal de recursos, a seleção natural determina que a população de tentilhões tenha uma distribuição bimodal de tamanhos de bico. 

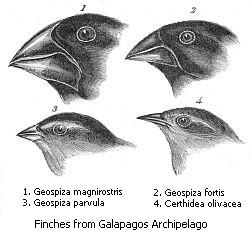
Tentilhões de Darwin

Existe um grande interesse teórico sobre a seleção disruptiva, pois esta pode aumentar a diversidade genética de uma população – através da seleção dependente de frequência – e também pode promover especiação – através do isolamento reprodutivo entre duas populações.
As variações fenotípicas dentro de determinada população podem ser decorrentes tanto das propriedades genéticas desta população, quanto da influencia do ambiente na expressão de seus genes.  O fenótipo resultante da interação entre o ambiente em que a população está inserida e o genótipo é dito plasticidade fenotípica (Falconer, 1989). Portanto, plasticidade fenotípica é qualquer variação no fenótipo que foi induzida pelo ambiente sem que haja mudanças no genótipo.  A plasticidade fenotípica atua como um importante mecanismo gerador de variabilidade (Via, 1990; Thompson, 1991).
Animais e plantas podem apresentar respostas plásticas. Devido às plantas na se deslocarem de um local para outro – exceto por dispersão de sementes, pólen - a plasticidade fenotípica é considera um importante mecanismo de adaptação para as espécies vegetais em ambientes heterogêneos (Bradshaw 1965).
Quando existe um grande potencial plástico em uma população que ocupa um ambiente heterogêneo, pode haver a formação de ecótipos por seleção disruptiva (Via et al. 1995).
Quando formados, os ecótipos podem evoluir aumentando suas divergências, culminando num processo de especiação (Mackenzie & Guldemond 1994).
Mayr (1982) definiu a especiação simpátrica como sendo a formação de uma nova espécie por meio de mecanismos de isolamento dentro das áreas de dispersão, por seleção disruptiva.
Rausher (1988) afirma que basta a população ter uma pequena variabilidade para que as mudanças evolutivas possam ocorrer por seleção disruptiva, não sendo para isto necessário que correlações genéticas negativas sejam significativas.

A seleção disruptiva e a heterose, quando associadas a mutação, tornam-se mecanismos capazes de gerar polimorfismos. A seleção disruptiva desempenha importante papel no surgimento de muitos polimorfismos e a heterose tem a capacidade de reter mais de um alelo em determinado loco, isso irá resultar em um polimorfismo, assim, a capacidade adaptativa de uma população em seu habitat irá aumentar (Rocha, 1997). 

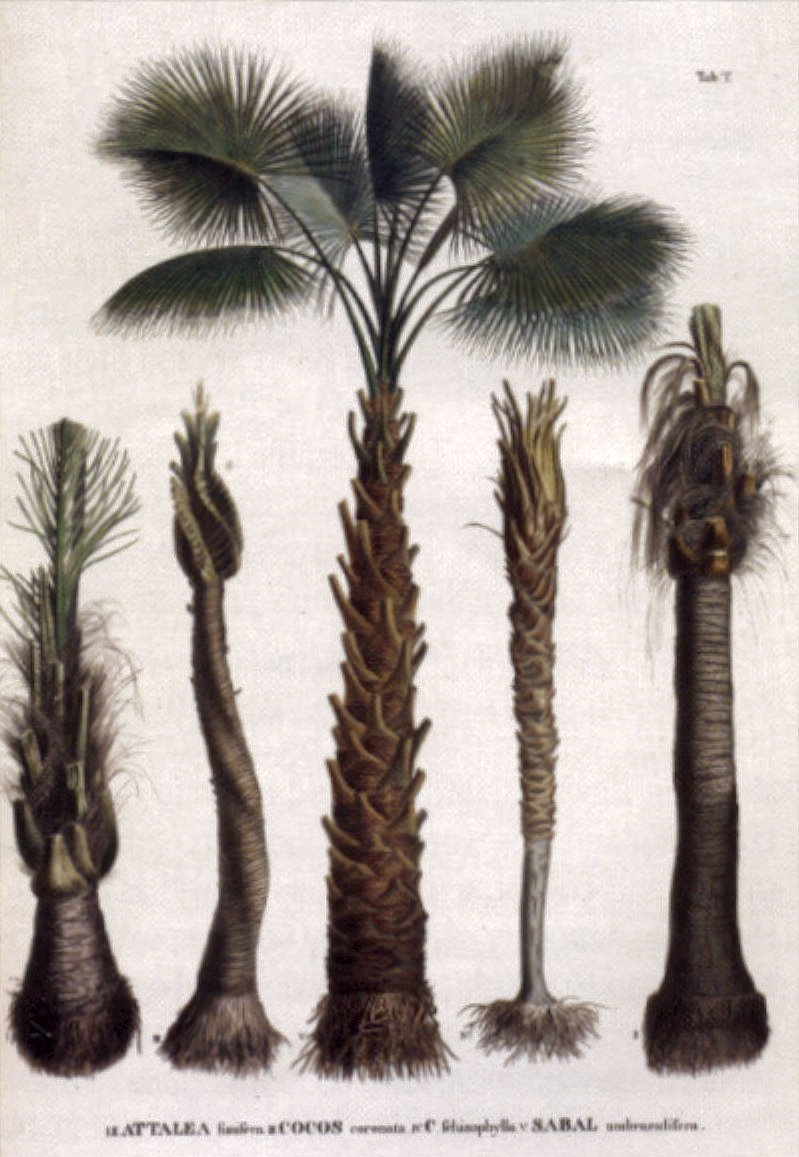
Diversidade de palmeiras - árvores florestais

## Seleção e biodiversidade
As fontes para a diversidade genética em uma determinada população incluem a mutação, recombinação, inversão, epistasia, modificação, pleiotropia, poliploidia, aneuploidia, hibridização, incorporação de novos fragmentos de DNA exógenos, e a reprodução sexuada. Estes eventos podem produzir variações pequenas e pouco diferenciadas em aptidão, mas também podem produzir "monstros esperançosos" que ocupam novas zonas adaptativas e, se estabilizados e permitidos a irradiar e se reproduzirem, podem originar gêneros e famílias distintos morfologicamente de seus antecedentes (Templeton, 1981).
A seleção natural tende a ser muito determinista, assim, deixa proliferar apenas aquelas raras variações que podem superar nitidamente seus "tipos selvagens" tanto na alimentação quanto na reprodução, por várias gerações. Em plantas grandes, que vivem muitos anos, e levam muito tempo para chegar à idade reprodutiva, exocruzadas e sujeitas à dispersão passiva, há uma seleção forte a favor da manutenção, até na mesma geração de uma faixa adequada de variação para poderem enfrentar (como população ou indivíduo) diversos e imprevisíveis ambientes de germinação, crescimento, floração, polinização, frutificação e dispersão (Terborgh, 1986). Por isso, os mecanismos intrínsecos de produção e manutenção da diversidade genética, especialmente a tolerância à introgressão e a estabilização dos seus produtos, são especialmente importantes em genomas de plantas florestais. Para a manutenção dessa variabilidade, especialmente em ambientes continuamente modificados pelo homem, deve existir uma atenção e proteção muito especiais aos agentes animais que são responsáveis pela seleção disruptiva ou apostática (seleção dependente de frequência), diversificadora ou estabilizadora, nesses genomas.

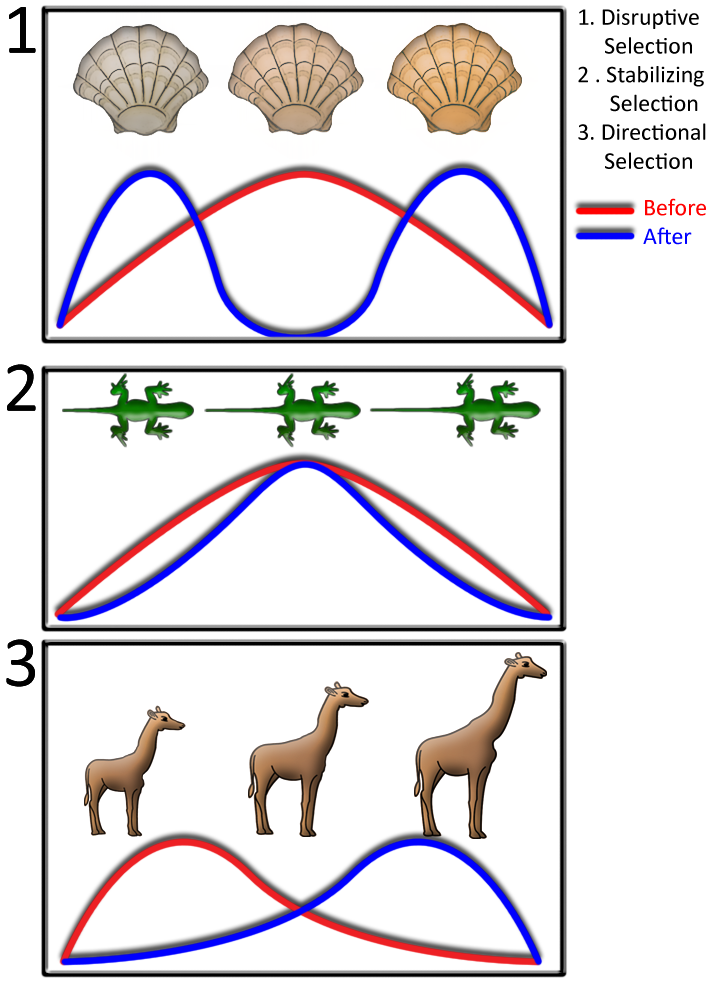
Comparação entre os três tipos de seleção - Disruptiva, Estabilizadora e Direcional

Os processos ecológicos que mantêm a variação no genoma incluem os ambientes variáveis (especialmente os imprevisíveis com fortes pressões bióticas), a seleção apostática (favorecendo fenótipos mais raros, típica da ação de animais móveis), a seleção disruptiva que opera na base de dois ou mais picos adaptativos, subequivalentes, dentro de espaço fenotípico alcançável pelo genoma, a introgressão e o fluxo gênico, inevitáveis, contínuos e intensivos em organismos de reprodução externa, a heterogamia, por heterostilia ou dicogamia, e as dicotomias de seleção global (Ricklefs, 1973; Dawkins, 1982; Macarthur, 1972; Pianka, 1983).
Estes mecanismos ecológicos estão relacionados com processos naturais interativos, envolvendo animais no sistema onde cresce a planta, o qual foi escolhido aleatoriamente ao acaso, ou então, pelo dispersor, e não pela “vontade” da planta.  Assim, a seleção que será exercida por esses animais, através da coadaptação, por exemplo, é importantíssima para a variação no genoma da planta. Portanto, os processos interativos são causadores de variação. Alguns exemplos estão listados abaixo:

### Competição
Quanto maior o número genótipos competindo e quanto mais limitante for o recurso pelo qual os organismos competem, mais efetiva será a ação da seleção diversificadora sobre esses competidores.
A manutenção dos competidores, sejam eles plantas ou animais, é de extrema importância para a conservação da diversidade genética dos organismos florestais.

### Parasitismo
É um processo no qual um dos indivíduos que estão interagindo será prejudicado, enquanto o outro será beneficiado. É um processo muito instável em tempo evolutivo, pois qualquer adaptação no organismo que está sendo prejudicado que o ajude a se defender melhor do parasita, provavelmente, será selecionada, levando a um escape da pressão exercida pelo agente prejudicial. Entretanto, o organismo que exerce uma pressão prejudicial, deve ser selecionado para adquirir formas de garantir a estabilidade da inter-relação, através da manutenção da aptidão do individuo parasitado, ou da diminuição do seu impacto sobre ele. Um exemplo de parasitismo “conjugado” com mutualismo são fitófagos que polinizam suas plantas hospedeiras, ou então, plantas que mantêm próximas populações de polinizadores específicos, com oferta de energia foliar que ajudam no crescimento e longevidade destes.

### Predação
Este tipo de interação está sujeita a grandes assimetrias na própria seleção sobre os dois lados envolvidos.  A presa é fortemente selecionada para qualquer adaptação que permita que ela escape do predador, mas este, por ser na maioria das vezes generalistas, é fracamente selecionado para adaptações que melhorem a eficiência daquela predação específica, pois, além de poder alimentar-se de outras presas, pode também passar um período sem comer ou então readaptar-se ligeiramente para usar o mesmo recurso de outra maneira. Isto é conhecido com o “Princípio Vida/Jantar” (Dawkins, 1982), pois o predador corre atrás de sua comida – jantar- enquanto a presa corre para continuar viva. Por exemplo, uma raposa persegue um coelho apenas para conseguir o seu “jantar”, enquanto o coelho corre apenas para conseguir sobreviver. Se a raposa perder esta corrida ela ainda tem chances de se reproduzir, pois pode conseguir outra presa para se alimentar, mas se o coelho perder esta corrida não terá chances de se reproduzir. Assim, há maiores chances do predador ser mais generalista que o parasita, que não destrói seu hospedeiro, mas, depende dele para alimentação contínua, e ainda se tornar especializado a um hospedeiro específico.  A forte seleção diversificadora dos predadores de plantas é fundamental para a manutenção de variação genética dessas.  Portanto, a competição tendendo a desaparecer, os outros processos tendendo a evoluir para mutualismo, e todos estes mecanismos pondo forte pressão para aumentar o potencial evolutivo e a diversificação dos organismos é uma exuberância de adaptações genéticas afinadas, complicadas, especializadas, crípticas, e úteis.
As pesquisas envolvidas com o efeito das mudanças climáticas têm mostrado como estas alterações têm influenciado sobre o comportamento e a diversidade dos organismos.  Por exemplo, fortes tempestades de inverno provocam a mortalidade do pardal doméstico, e isso resultava na seleção estabilizadora em fêmeas e seleção direcional em machos que tinham o tamanho do corpo maior (Parmesan, 2006).
No inicio da década de 1990 muitos estudos demonstraram previamente a influencia da mudança climática sobre a biota, entretanto, havia certo relutância em aceitar que mudanças climáticas poderiam afetar a biodiversidade do planeta (Parmesan, 2006). O que realmente estava tendo significativa importância durante esta década era a destruição dos habitats naturais (Vitousek, 1992). Porém, atualmente, muitos estudos vêm demonstrando os efeitos do aquecimento global sobre as biotas (Parmesan & Yohe, 2003).
Existe um enorme interesse da comunidade cientifica em reconhecer o problema, por exemplo, mudança no fenótipo das espécies em resposta a mudanças climáticas ou então mudança nas suas distribuições.
Diante do risco de queda da biodiversidade devido às mudanças no clima, medidas preventivas para conservação das espécies ou de táxons mais elevados são de extrema importância.
O principal objetivo das estratégias de conservação da biodiversidade em grande escala não é propriamente o de selecionar áreas para a criação de reservas, mas identificar áreas com alto valor de conservação que sejam significativas em um contexto global, continental ou regional (Moore et al.,  2003).

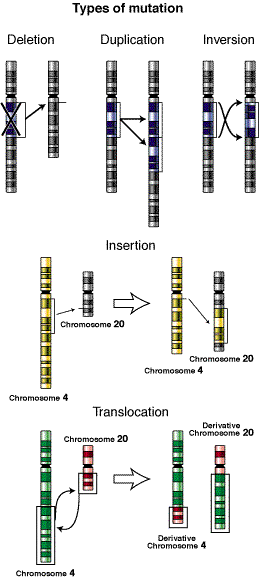
Mecanismos geradores de variabilidade - Tipos de Mutação

## Resistência de cultivares
A resistência genética de plantas a certas doenças é um dos grandes pilares de sustentação da agricultura moderna. Esta estratégia é do ponto de vista ambiental, eficiente, econômica e segura para se controlar doenças de plantas. Entretanto, o grande problema está na manutenção da durabilidade da resistência genética a doenças, que pode ser reduzida pelo desenvolvimento de novas raças nas populações dos patógenos capazes de se adaptarem a resistência. Mas, avanços obtidos sobre o comportamento do patógeno em comunidades de plantas mostram que há a possibilidade para o manejo da própria resistência genética, permitindo o estabelecimento de sistemas hospedeiros, assim, os patógenos são mais estáveis e há uma perda mínima na produtividade. Mutação, recombinação sexual, herança citoplasmática, transposons entre outros, são mecanismos capazes de gerar variabilidade em fungos fitopatogênicos, e assim, influenciam na adaptação desses organismos aos genes de resistência do hospedeiro. Porém, qualquer que seja o mecanismo capaz de gerar variabilidade na população do patógeno, sua expressão vai depender da sua capacidade de sobreviver. A seleção, o fluxo de genes e a deriva genética são mecanismos que irão direcionar a variabilidade genética na população de um patógeno.
As plantas hospedeiras determinam alterações na população dos patógenos pela pressão de seleção que é exercida por seus genes de resistência, sobre os genes de virulência do patógeno. Quando há uma nova cultivar esta irá selecionar raças dos patógenos adaptados à nova resistência.  Todavia, os genes de virulência que se tornam desnecessários – pois as plantas hospedeiras se tornaram resistente a eles – podem determinar, através da seleção estabilizadora, uma desvantagem seletiva ao patógeno na ausência dos genes correspondentes de resistência no hospedeiro.
Devido a instabilidade da resistência em função da variabilidade populacional do patógeno, várias estratégias tem sido feitas para o manejo da resistência genética de modo a aumentar a sua durabilidade e estabilidade. Todas as alternativas para aumentar a estabilidade são fundamentadas total ou parcialmente na suposição que a seleção estabilizadora tende a eliminar ou reduzir a proporção de raças com virulência desnecessárias na população do patógeno.

### Características Morfológicas
Características morfológicas que ajudam fitófagos a sobreviverem na planta hospedeira são geralmente objetos da seleção natural estabilizadora, tendendo assim, a apresentar menor variabilidade e maior herdabilidade (Kindlmann & Dixon 1992, Via & Shaw 1996). Entretanto, existem situações em que a seleção direcional pode conferir maior plasticidade à característica.